# شرکت بانکداری عرب
شرکت بانکداری عرب (انگلیسی: Arab Banking Corporation) شرکت خدمات مالی و بانکداری بحرینی است، که در سال ۱۹۸۰ تأسیس شد.